# Granat SRCM Mod. 35
SRCM M1935 – włoski granat odłamkowy, produkowany przez przedsiębiorstwo Società Romana di Costruzione Meccaniche, używany przez armię włoską podczas II wojny światowej. Skorupa granatu wykonana była z lekkiego metalu, wewnątrz której umieszczono 43 gramy trotylu. Granat wyposażony był w zapalnik uderzeniowy.
Ze względu na dużą zawodność zastosowanego zapalnika oraz fakt, że korpus granatu zwykle malowany był na kolor czerwony, granaty SRCM M1935, podobnie jak stosowane równolegle z nimi Breda M1935 oraz OTO M1935, zyskały wśród żołnierzy alianckich miano „czerwonych diabłów”. W odróżnieniu od dwóch pozostałych granaty SRCM M1935 wyposażone były jednak w mechanizm mający zapobiec przypadkowej eksplozji w sytuacji, gdy granat nie uległ detonacji w momencie zderzenia.
Produkcja granatów SRCM M1935 kontynuowana była także po zakończeniu wojny.